# 遊人
遊人（ゆうじん、1959年6月15日 - ）は、日本の漫画家。
山口県宇部市出身。代表作に『ANGEL』、『桜通信』（1995年 - 2000年まで『週刊ヤングサンデー』に連載）、『学園天国』など。

## 略歴
1979年、『同姓契約』でデビュー。
初期は『モーニング』や旺文社の中学生向け学年誌等で作品を掲載。その後、『実話タイムス』で初の連載をつかむものの単行本が売れず、約10年間漫画家の道を模索する。
1988年より『週刊ヤングサンデー』（小学館）で連載していた『ANGEL』が大ブレイクしたが、1990年ごろの有害図書問題の槍玉にあがり、社会問題に発展。『ANGEL』は、数年後アダルトゲーム化やOVA化され、シュベール出版から成年向け作品として再出版された。これにより美少女漫画家の代表格として遊人の名前は一気に広まることになった。特に1990年代以降、風俗関係のビラや広告の多くに、彼の美少女イラストが不法に使われており、その影響の強さがうかがえる。
CGを漫画家としてはかなり初期の段階で導入し、カラーイラストを発表。画集も出版されている。
最盛期の9年間で10億円稼いだと自ら語り、神奈川県内に豪邸を所有、自らの作品内でたびたび描かれることがある。
当初は重いタッチの劇画風で、画風の変化に伴いキャラクターの絵の線が細いタッチになっていった。近年は、初期のスタイルも織り交ぜながら時代に沿った作品を作り出している。
現在は、『週刊漫画ゴラク』での『ANGEL』続編連載を皮切りに、過去作品のリメイクにも取り組んでいる。そのほか、デザイン分野などでも幅広い活躍をしている。
かつて自らが運営していた公式サイト閉鎖後は、インターネット活動を長らく停止していたが、2019年1月からTwitterを開始した。
2018年7月より『漂獣教室』連載開始（ゴラクエッグ）。

## 作品リスト

### 単行本
- スペルマン (1985, 1996)
- あっぷ・つう・でえと (1987)
- ガラスの制服 (1988)
- ANGEL -Highschool Sexual Bad boys & girls Story-（1988年, 1995, 2007）
- キャーな女たち (1989)
- Juliet（1992年）
- 南極28号（1994年）
- ヴィジョナリイ（1994年）
- 究極のシェフは美味しんぼパパ（1989年）
- 校内写生（1989年, 1995）
- フォビア (1995年, 1996)
- 桜通信（1995年, 2001）
- 超DNA戦士 フロッグマン（1993年）
- インフィニティ (1989年,1996)
- 一発屋甚八 (1996)
- ストレスフリーク (1996)
- 個人授業（1996年）
- K･O･J キングオブ女子高生 (1997)
- シャンプーコロン (1999)
- 超キャートルズ (1999)
- ギャルズラッシュ（1999年）
- リフレイム（1999年）
- Juliet ボクのお守り姫 (2000)
- PEACH!（2001年）
- Fruit Punch（2001年）
- 学園天国（2003年-2005年, 2009）
- ANGEL ～恋愛奉仕人･熱海康介～ (2007)
- 個人授業×美少女ショート (2008)
- ANGEL ～恋愛奉仕人･熱海康介～ SEASON 2 (2009)
- 幼な妻マープルの事件簿（2009年）
- の・ぞ・く保健教師 (2012)
- 新･桜通信 (2014)
- Mの兄婦 (2014)
- 新･校内写生 ～世にもエッチな物語～ (2014)
- ウォーキングオン（1992年）
- しかっちゃヤ
- 悲鳴はお静かに
- 一途でござんす
- 桜んぼ通信
- TAXIドライバー
- SIGH
- 天高く豊かなり
- PREMIUM
- 彼女の陰謀
- ボーダーライン

#### 短編集
- プレミア 遊人傑作集 1～3 (1999)
- 遊人の幕の内弁当 モーニング編 (2000)
- ANGEL kiss U-jin secret masterpiece collection 2002～2007 (2007)

#### 再編集版
- 遊人ブランド（1991年）
- 超遊人
- 遊人3D COMIC
- 同棲契約（ANGEL 4巻に収録）
- 幻の黄金牌（ANGEL 5巻に収録）
- 女の舌心（ANGEL 6巻に収録）
- ある夫婦の体験（ANGEL 6巻に収録）
- プールサイドの女（ANGEL 6巻に収録）
- B級キネマ倶楽部（ANGEL 7巻に収録）
- 美食家たちの晩餐（ANGEL 7巻に収録）

### 画集
- 『Lycéenne』 バンダイ 1993
- 『遊ジェンヌ』 メディアワークス(D selection) 1994
- 『Loose socks』 シュベール出版 1996
- 『Candy 遊人Sweetgirlsイラスト集』 角川書店 2002

### CD-ROM
- 『デジタルムービーコミック 遊人コレクション』 太田出版 1997.4 (Windows/Mac HY版）
- 『Virgin -遊人 Computer Graphic Works-』 彩文館出版 1998.6 (Windows)

### 写真集
- 『美少女学園』 遊人イラスト, 会田我路写真 海王社 1995

### 小説イラスト
- 『校内写生 初めてのスケッチブック』 遊人,小松崎康弘 著 ワニブックス(Carrot novels) 1995
- 『エンジェル 帰ってきた天使』 遊人,流星 著 ワニブックス(Carrot novels) 1995
- 『エンジェル2 美少女探偵･静香』 遊人,流星 著 ワニブックス(Carrot novels) 1995
- 『エンジェル3 私を盗んで』 遊人,流星 著 ワニブックス(Carrot novels) 1996
- 『校内写生2 放課後の妖精たち』 遊人,小松崎康弘 著 ワニブックス(Carrot novels) 1996
- 『桜通信 想い出は散らない』 遊人,紙谷龍生 著 ワニブックス (Carrot novels) 1998